# Nominales Geldmengenwachstum
Nominales Geldmengenwachstum ist ein Begriff aus der Makroökonomie, unter dem ein zahlenmäßiges Wachstum der Geldmenge einer Volkswirtschaft ohne Berücksichtigung des Preisniveaus verstanden wird. Das nominale Geldmengenwachstum kann positiv oder negativ sein. Aus der Division der nominalen Geldmenge durch das Preisniveau kann die reale Geldmenge abgeleitet werden, die zum einen durch eine Änderung des Preisniveaus und zum anderen durch eine Änderung der nominalen Geldmenge beeinflusst wird.

## Alternative Definition
Eine konkrete Definition ist in der Fachliteratur nicht zu finden, da das Geldmengenwachstum im Zusammenhang mit den Wechselwirkungen zu Produktion, Preisniveau und Arbeitslosigkeit in einer Volkswirtschaft beschrieben wird.

## Akteure der Geldpolitik
Die Zentralbanken als Akteure der Geldpolitik steuern die nominale Geldmenge durch den Zinssatz und ihre Offenmarktgeschäfte.
Das Hauptziel der Geldpolitik der Europäischen Zentralbank ist Preisstabilität im Europäischen Währungsraum. Die EZB „setzt ihre Instrumente so ein, dass nach Möglichkeit […] eine bestimmte nominelle Geldmenge realisiert wird“, die der Preiserhöhung entgegenwirken und die Inflationsrate gering halten soll. Die nominale Geldmenge wird durch expansive Geldpolitik (Erhöhung der Geldmenge) oder kontraktive Geldpolitik (Verringerung der Geldmenge) der EZB gesteuert.

## Auswirkungen anhand des IS-LM-Modells
Die gesamtwirtschaftlichen Auswirkungen eines Geldmengenwachstums können mit Hilfe von Modellen dargestellt werden. Dabei bezieht man sich in der kurzen Frist auf das IS-LM-Modell und mittelfristig wird die aggregierte Nachfragebeziehung aus dem AS-AD-Modell zur Erklärung herangezogen.
Mit Hilfe des IS-LM-Modells kann untersucht werden, wie das Einkommen und der Zinssatz auf Güter-, Geld- und Finanzmärkten einer geschlossenen Volkswirtschaft durch eine nominelle Geldmengenänderung beeinflusst werden.
In dem Modell besteht die Annahme, dass das Preisniveau eine Konstante ist, so dass sich die reale Geldmenge im gleichen Verhältnis zur nominalen Geldmenge ändert. Die nominale Geldmenge ist eine exogene Variable im Modell. Die Änderung der nominalen Geldmenge führt immer zu einer Verschiebung der LM-Kurve.
Bei einer Änderung der nominalen Geldmenge ändert sich die IS-Funktion nicht, da weder das Güterangebot noch die Güternachfrage direkt beeinflusst werden. Die Gleichung der IS-Funktion enthält keine Variable der nominalen Geldmenge.
Anders ist es bei der LM-Funktion. Die Variable der nominalen Geldmenge ist in der LM-Funktion enthalten, so dass eine Verschiebung der LM-Kurve ausgelöst wird.

### Geldmengenausdehnung
Bei einer expansiven Geldpolitik verschiebt sich die LM-Kurve im Modell nach unten, so dass sich das simultane Gleichgewicht auf Güter-, Geld- und Finanzmärkten ebenfalls verschiebt. Die Geldmengenerhöhung führt zu einem niedrigeren Zinssatz, der sich wiederum positiv auf die Investitionen auswirkt. Bei einem niedrigeren Zinssatz sind die Unternehmen schneller bereit Investitionen zu tätigen. Beispielsweise können die Unternehmen bei mangelnder Liquidität zinsgünstigere Kredite aufnehmen, um ihre Investitionen zu finanzieren. Die Unternehmen sind fähig mehr zu produzieren. Die Mehrproduktion führt zu einem Einkommensanstieg, so dass die Individuen ihren Konsum steigern.

### Geldmengenreduktion
Bei einer restriktiven Geldpolitik verschiebt sich die LM-Kurve im Modell nach oben. Es entsteht ein neues simultanes Gleichgewicht auf Güter-, Geld- und Finanzmärkten. Durch die Geldmengenreduktion steigt der Zinssatz, was die Unternehmen veranlasst weniger zu investieren und ihr Geld beispielsweise in Wertpapiere anzulegen. Die Produktion geht zurück und das Einkommen sinkt, bis das neue Gleichgewicht erreicht ist.

#### Modellbetrachtung mit variablem Preisniveau
Betrachtet man das IS-LM-Modell mit der Annahme, dass das Preisniveau variabel ist, so ergibt sich ein anderer Effekt. Wie oben beschrieben, führt eine Erhöhung der nominalen Geldmenge kurzfristig zu einer Produktionssteigerung. Für die Produktionsmehrung werden mehr Beschäftigte benötigt, so dass die Arbeitslosenquote sinkt. Die Löhne und Preise steigen. Bei einer nominalen Geldmengenerhöhung und gleichzeitigem Preisanstieg ändert sich die reale Geldmenge nicht mehr im gleichen Verhältnis zur nominalen Geldmenge. Eine Erhöhung des Preisniveaus schwächt die Auswirkung einer nominalen Geldmengenerhöhung ab.
Wie hier dargestellt, könnte man denken, dass eine expansive Geldpolitik sich auf die Produktion auswirkt. Kurzfristig ist das der Fall. Aber in der mittleren Frist wirkt sich die Geldmengenänderung weder auf die Produktion noch auf den Zinssatz aus, sondern beeinflusst nur das Preisniveau.

## Nominales Geldmengenwachstum in der mittleren Frist anhand der aggregierten Nachfragebeziehung
Die aggregierte Nachfragebeziehung zeigt, welche Wirkung Geldmengenwachstum mittelfristig auf Inflation und Produktion hat.
Ausgangspunkt ist die aggregierte Nachfragefunktion aus dem AS-AD-Modell, wobei Staatsausgaben und Steuern zur Vereinfachung weggelassen wurden.
Man erhält folgende Funktionsgleichung:{\displaystyle Y=\gamma {\frac {M}{P}}}
| Y =                      | Produktion                                                                                  |
| M =                      | Nominale Geldmenge                                                                          |
| P =                      | Preisniveau                                                                                 |
| {\displaystyle \gamma =} | Konstante; Indikator für die Reaktion der Produktion auf Veränderungen der realen Geldmenge |

Um anhand der Gleichung Wachstumsraten zu erfassen, muss die Gleichung umgewandelt werden.
Es ergibt sich: {\displaystyle g_{\mathrm {yt} }=g_{\mathrm {mt} }-\pi _{\mathrm {t} }}
| {\displaystyle g_{\mathrm {yt} }=}   | Wachstumsrate der Produktion                    |
| {\displaystyle g_{\mathrm {mt} }=}   | Wachstumsrate der nominalen Geldmenge           |
| {\displaystyle \pi _{\mathrm {t} }=} | Wachstumsrate des Preisniveaus (Inflationsrate) |

Gemäß dem Okunschen Gesetz gibt es ein normales Produktionswachstum, das erreicht werden muss, um die Arbeitslosenquote konstant zu halten. Bedingt wird dieser Sachverhalt durch den technischen Fortschritt und steigende Leistungsfähigkeit der Beschäftigten. Erst wenn das normale Produktionswachstum überschritten wird, sinkt die Arbeitslosenquote. Mittelfristig ist mit einer Änderung der Arbeitslosenquote nicht zu rechnen. Das Produktionswachstum {\displaystyle g_{\mathrm {yt} }} entspricht mittelfristig der normalen Wachstumsrate.
Es gilt: {\displaystyle g_{\mathrm {yt} }={\overline {g}}_{\mathrm {y} }}
Die Zentralbank beobachtet die Entwicklung der Inflation. Danach bestimmt sie die erforderliche Höhe der Geldmenge, die zur Erzielung der angestrebten Inflationsrate benötigt wird. In der obigen Gleichung wird die Annahme gesetzt, dass die Zentralbank die Wachstumsrate der nominalen Geldmenge in jeder Periode konstant hält.
Es gilt: {\displaystyle g_{\mathrm {mt} }={\overline {g}}_{\mathrm {m} }}
Durch die Annahmen der konstanten Wachstumsrate der Produktion und nominalen Geldmenge ergibt sich, dass die Wachstumsrate der Inflation ebenfalls mittelfristig konstant ist.
Nach Umstellung der obigen Gleichung nach {\displaystyle \pi } und Einbeziehung der genannten Annahmen der konstanten Wachstumsraten ergibt sich: {\displaystyle \pi ={\overline {g}}_{\mathrm {m} }-{\overline {g}}_{\mathrm {y} }}
Mittelfristig muss die Inflationsrate der Differenz aus nominalem Geldmengenwachstum und normalem Produktionswachstum entsprechen.
Soll mittelfristig eine bestimmte Inflationsrate erreicht werden, so muss die Geldmenge um die angestrebte Inflationsrate und der normalen Wachstumsrate der Produktion steigen.
Eine übermäßige Erhöhung der nominalen Geldmenge über das normale Produktionswachstum hinaus führt zu einer hohen Inflationsrate.

## Zusammenfassung
Ausgehend von den obigen Ergebnissen ergeben sich folgende Zusammenhänge:
Eine Änderung der Wachstumsrate der nominalen Geldmenge wirkt sich kurzfristig auf die Produktion aus. Dies erfordert eine Änderung der Arbeitslosenquote, so dass bei einer Reduktion der Geldmenge mit einem Anstieg der Arbeitslosenquote gerechnet werden muss.
Mittelfristig ist eine nominale Geldmengenänderung neutral in Bezug auf Produktion und Arbeitslosenquote. Die Produktion entspricht mittelfristig der normalen Wachstumsrate. Lediglich eine Änderung des Preisniveaus ist erkennbar. Damit verbunden sind entsprechende Änderungen der Inflationsrate.

## Anwendungsbeispiel
Welches Geldmengenwachstum muss die Zentralbank ansteuern, wenn sie das Ziel hat die Inflation von 14 % auf 4 % zu senken?
Aus den obigen Erklärungen ist bekannt, dass die Zentralbank das nominale Geldmengenwachstum reduzieren muss, um die Inflationsrate zu verringern.
Die Reduktion des Geldmengenwachstums hat Auswirkungen auf die Arbeitslosenquote und das Produktionswachstum. Die Auswirkungen lassen sich anhand von drei Gleichungen ermitteln:
- 1. Phillips-Kurve: {\displaystyle \pi _{\mathrm {t} }-\pi _{\mathrm {t-1} }=-\alpha (\mu _{\mathrm {t} }-\mu _{\mathrm {n} })}

- 2. Okunsches Gesetz:{\displaystyle \mu _{\mathrm {t} }-\mu _{\mathrm {t-1} }=-\beta (g_{\mathrm {yt} }-g_{\mathrm {yn} })}

- 3. modifizierte aggregierte Nachfragebeziehung:{\displaystyle g_{\mathrm {yt} }=g_{\mathrm {mt} }-\pi _{\mathrm {t} }}

Dabei bestehen folgende Annahmen:
{\displaystyle \alpha =1}
{\displaystyle \mu _{\mathrm {n} }=6} (natürliche Arbeitslosenquote)
{\displaystyle \beta =0{,}4}
{\displaystyle g_{\mathrm {yn} }=3} (natürliches Wachstum der Produktion)
Die Zentralbank hat sich entschieden die Reduktion der Inflationsrate gleichmäßig auf fünf Jahre zu verteilen, so dass sie jährlich um 2 Prozentpunkte verringert wird.
Es ergeben sich folgende Werte für Arbeitslosenquote, Produktionswachstum und nominales Geldmengenwachstum in den jeweiligen Jahren:
| Jahr                                                           | 0  | 1  | 2  | 3  | 4 | 5 | 6  | 7 | 8 |
| -------------------------------------------------------------- | -- | -- | -- | -- | - | - | -- | - | - |
| Inflationsrate {\displaystyle \pi _{\mathrm {t} }}             | 14 | 12 | 10 | 8  | 6 | 4 | 4  | 4 | 4 |
| Arbeitslosenquote {\displaystyle \mu _{\mathrm {t} }}          | 6  | 8  | 8  | 8  | 8 | 8 | 6  | 6 | 6 |
| Produktionswachstum {\displaystyle g_{\mathrm {yt} }}          | 3  | -2 | 3  | 3  | 3 | 3 | 8  | 3 | 3 |
| Nominales Geldmengenwachstum {\displaystyle g_{\mathrm {mt} }} | 17 | 10 | 13 | 11 | 9 | 7 | 12 | 7 | 7 |

- Als erstes wird die Änderung der Arbeitslosenquote durch Einsetzen der Werte in die Gleichung der Phillips-Kurve ermittelt.

- Im zweiten Schritt wird das Produktionswachstum bestimmt, indem die ermittelte Arbeitslosenquote in die Gleichung des Okunschen-Gesetzes eingesetzt wird.

- Der letzte Schritt besteht darin anhand der aggregierten Nachfragebeziehung das Wachstum der nominalen Geldmenge zu bestimmen.

Jahr 0:
Die ursprüngliche Inflationsrate beträgt 14 %. Die natürliche Arbeitslosenquote liegt bei 6 %, die normale Wachstumsrate der Produktion beträgt 3 % und die Zentralbank lässt die nominale Geldmenge mit einer Wachstumsrate von 17 % steigen.
Jahr 1:
- 1. Bei dem Ziel die Inflation zu senken, muss kurzfristig eine Erhöhung der Arbeitslosigkeit hingenommen werden.

Einsetzen der gegebenen Werte in die Gleichung der Phillips-Kurve:
{\displaystyle \pi _{\mathrm {t} }=12}
{\displaystyle \pi _{\mathrm {t-1} }=14}
{\displaystyle \alpha =1}
{\displaystyle \mu _{\mathrm {n} }=6}
{\displaystyle 12-14=-1(\mu _{\mathrm {t} }-6)}
{\displaystyle \mu _{\mathrm {t} }=8}
Die Arbeitslosenquote steigt 2 Prozentpunkte über ihr natürliches Niveau in den Jahren 1-5. Dies entspricht 10 Jahresprozentpunkte an Überschussarbeitslosigkeit.
- 2. Ein Anstieg der Arbeitslosigkeit hat einen Rückgang der Produktion unter ihr normales Niveau zur Folge.

Einsetzen der gegebenen Werte in die Gleichung des Okunschen-Gesetzes:
{\displaystyle \mu _{\mathrm {t} }=8}
{\displaystyle \mu _{\mathrm {t-1} }=6}
{\displaystyle g_{\mathrm {yn} }=3}
{\displaystyle 8-6=-0{,}4(g_{\mathrm {yt} }-3)}
{\displaystyle g_{\mathrm {yt} }=-2}
Die Wachstumsrate der Produktion sinkt um 5 Prozentpunkte unter ihr normales Niveau.
- 3. Im ersten Jahr muss die Zentralbank die nominale Geldmenge so stark reduzieren, dass die Erhöhung der Arbeitslosigkeit auch tatsächlich erreicht wird. Das schafft die Zentralbank, indem sie versucht „die reale Geldmenge so zu reduzieren, dass es zu einer Einschränkung der Produktionstätigkeit kommt“.[7]

Einsetzen der gegebenen Werte in die Gleichung der aggregierten Nachfragebeziehung:
{\displaystyle g_{\mathrm {yt} }=-2}
{\displaystyle \pi _{\mathrm {t} }=12}
{\displaystyle -2=g_{\mathrm {mt} }-12}
{\displaystyle g_{\mathrm {mt} }=10}
Das nominale Geldmengenwachstum sinkt um 7 Prozentpunkte.
Jahr 2
- 1. Die Arbeitslosenquote bleibt zum Vorjahr konstant.

{\displaystyle \pi _{\mathrm {t} }=10}
{\displaystyle \pi _{\mathrm {t-1} }=12}
{\displaystyle 10-12=-1(\mu _{\mathrm {t} }-6)}
{\displaystyle \mu _{\mathrm {t} }=8}
- 2. Im zweiten Jahr bleibt die Arbeitslosenquote im Vergleich zum Vorjahr gleich, so dass die Produktion zum Normalwachstum von 3 % zurückkehrt.

{\displaystyle \mu _{\mathrm {t} }=8}
{\displaystyle \mu _{\mathrm {t-1} }=8}
{\displaystyle 8-8=-0{,}4(g_{\mathrm {yt} }-3)}
{\displaystyle g_{\mathrm {yt} }=3}
- 3. Die Zentralbank muss dafür sorgen, dass die Arbeitslosenquote in den Jahren 2-5 bei 8 % bleibt. „Hierzu ist ein reales Geldmengenwachstum nötig, dass genau der normalen Wachstumsrate entspricht.“[7]

{\displaystyle g_{\mathrm {yt} }=3}
{\displaystyle \pi _{\mathrm {t} }=10}
{\displaystyle 3=g_{\mathrm {mt} }-10}
{\displaystyle g_{\mathrm {mt} }=13}
Jahre 3 und 4
Die Arbeitslosenquote bleibt bei 8 %. Deshalb erfolgt auch keine Abweichung der Wachstumsrate der Produktion von ihrem normalen Niveau. Sie bleibt bei 3 %.
Die Inflationsrate sinkt weiterhin jährlich um 2 Prozentpunkte, so dass auch das nominale Geldmengenwachstum um 2 Prozentpunkte sinken muss. Nur so kann die normale Wachstumsrate der Produktion realisiert werden. Dies führt wiederum zu einer zum Vorjahr gleich bleibenden Arbeitslosenquote von 8 %.
Jahr 5
Die Zentralbank hat ihr Ziel erreicht. Die Inflationsrate beträgt 4 %. Jetzt muss sie in den Folgejahren dafür sorgen, dass alle Größen mittelfristig ihre Ursprungswerte annehmen.
Jahr 6
- 1. Die Arbeitslosenquote kehrt zu ihrem natürlichen Niveau zurück.

{\displaystyle \pi _{\mathrm {t} }=4}
{\displaystyle \pi _{\mathrm {t-1} }=4}
{\displaystyle 4-4=-1(\mu _{\mathrm {t} }-6)}
{\displaystyle \mu _{\mathrm {t} }=6}
- 2. Das Zurückkehren zur natürlichen Arbeitslosenquote erfordert ein starkes Produktionswachstum.

{\displaystyle \mu _{\mathrm {t} }=6}
{\displaystyle \mu _{\mathrm {t-1} }=8}
{\displaystyle 6-8=-0{,}4(g_{\mathrm {yt} }-3)}
{\displaystyle g_{\mathrm {yt} }=8}
- 3. Die Zentralbank muss die Wachstumsrate der nominalen Geldmenge beschleunigen, damit die Zielinflation beibehalten werden kann.

{\displaystyle 8=g_{\mathrm {mt} }-4}
{\displaystyle g_{\mathrm {yt} }=12}
Jahre 7-8
Die Arbeitslosenquote und das Wachstum der Produktion haben ihre ursprünglichen Niveaus wieder erreicht. Die Inflationsrate liegt bei den angestrebten 4 %. Die Zentralbank hat das Geldmengenwachstum auf 7 % abgesenkt und hält dieses Wachstum der nominalen Geldmenge in den nächsten Jahren konstant.

## Verweise